# 文治街站
文治街站位于中华人民共和国湖北省武汉市洪山区，是武汉地铁8号线的地铁车站。

## 车站结构
车站位于在文秀街及文治街与珞狮南路交叉口之间，沿珞狮南路南北向呈一字型布置。车站为地下两层单柱岛式站台车站，车站外包总长609.65m；车站共设置5个出入口（包括2个预留出入口）、3组风亭2个安全出口（兼消防救援）和1个工作专用楼梯间，采用半盖挖顺做法施工。

### 楼层分布
| 地面     | 地面                       | 出入口                               |  |  |
| 地下一层 | 站厅                       | 售票机、客服中心、武漢通充值、洗手間 |  |  |
| 地下二层 |                            | █ 8号线 往金潭路（下一站：马房山）   |  |  |
|          | 岛式站台，左侧车门将会打开 |                                      |  |  |
|          |                            | █ 8号线 往军运村（下一站：文昌路）   |  |  |

### 车站出口
|                                                 |      |      |  |
| 出口編號                                        | 設施 | 照片 |  |
| A                                               |      |      |  |
| B                                               |      |      |  |
| C                                               |      |      |  |
| 注： 設有升降機 \| 設有輪椅升降台 \| 設有洗手間 |      |      |  |

## 鄰近地點
洪山区政府

### 内部链接
- 武汉地铁车站列表